# Beeho Chun
Beeho Chun (Hangul: 전비호) (República de Corea, 1957) fue un diplomático surcoreano que desde el 19 de junio de 2015 hasta el 31 de diciembre de 2017 sirvió como Embajador de la República de Corea en México.
Cuenta con una Licenciatura en Ciencia Política, por parte de la Universidad Sungkyunkwan de Seúl, Maestría sobre la Comunidad Europea por parte de la Universidad Politécnica de Madrid, y un Doctorado en Ciencia Política y Sociología par parte de la Universidad Complutense de Madrid. 
Su carrera diplomática inició en 1980 al aprobar el Examen Superior del Servicio Diplomático de la República de Corea. Ese mismo año, ingresó al Ministerio de Asuntos Internacionales de la República de Corea (MOFA) y en 1985 se convirtió en Tercer Secretario de la Embajada de la República de Corea en Costa Rica. 
Actualmente, y desde octubre de 2015, desempeña como Jefe de la Misión Diplomática de la República de Corea en México, habiendo presentando el 19 de junio de 2015 sus Cartas Credenciales al presidente Enrique Peña Nieto.
El 12 de febrero de 2013, el Consejo Académico de la Universidad de Sofía, concedió a Beeho Chun la Mención de Doctor Honoris Causa por su contribución al desarrollo de la investigación académica en Bulgaria.

## Artículos Académicos y Publicaciones
- Analysis on the trade between the European Community and Newly industrialized developing countries in Asia (Tesis de Maestría, Universidad Politécnica de Madrid, España 1990).
- The Single market of the European Community and the developing countries (Disertación, Comisión Europea, 1991)
- Analysis on the integration of the European Union and its political and economic relations with Asia (Tesis Doctoral, Universidad Complutense de Madrid, España 2001)
- "La innovación y el papel de la Universidad: Caso de Corea"[6]
- "A Bulgarian View of the Republic of Korea"[7]
- Information Book on the shipbuilding negotiations between the European Union and the Republic of Korea 2000
- Publication in 2012 Korea-Bulgaria Policy Forum book (editor)
- Analysis on the external relations of the European Community (Contemporary international politics by Dr. Yoon Keon-shik) 1991
- The Small and Medium enterprise policy of the European Community (Europe 1992 by the KITA)
- The integration of the European Community and the trade policy recommendation to the Korean Government (Europe 1992 by the KITA)
- The facts of the Korea-US Free Trade Agreement: meaning and expected effect (Next, March 2006)
- The status and strategy of the Korea’s FTA policy toward Asia (East Asia Brief by the Sung Kwon Kwan University, 2007)
- The way to train global sports leaders for strengthening Sports Diplomacy, 2008
- “Evolution of Bilateral Relations between the Republic of Korea and the Republic of Bulgaria” (Conference paper collection of “Korea as Crossroads of Asia”, national conference on Korean studies, University of Sofia, 2012)
- Let’s prepare for Yeosu EXPO assessment (Maritime Economic Newspaper, March 17, 2007)
- Reasons to turn eyes to the East of Balkan region (Hankyung newspaper, February 2010)
- Bulgaria waiting for Korea (Munhwa Daily, December 2010)
- Bulgaria as new ground for Green industry (Hankooki daily, February 2011)
- Han wave on the Balkans (Munhwa Daily, September 2011)

## Legado Diplomático en México
- Promoción de un TLC entre la República de Corea y México[8]
- Promoción de Inversión Extranjera de Empresas Coreanas en México y Promoción de Contenido Nacional en Exportaciones Mexicanas[9]
- Instalación de Centros de Cooperación Académica Industrial (CAI) para la transferencia tecnológica entre México y República de Corea[10]
- Cooperación académica, científica, tecnológica y cultural entre República de Corea y Universidades en México[11]
- Promoción del Primer Vuelo Directo entre Corea y México, operado por Aeromexico[12]
- Nombramiento de la Avenida República de Corea por el Ayuntamiento de Mérida, Yucatán[13]

## Otras Actividades Diplomáticas
- Agreement on Korea-EU shipbuilding industry, 2003
- Establishing diplomatic competency assessment system for the officials of the Ministry of Foreign Affairs and Trade, 2006-2007
- Establishing competency-based training system for the officials of the Central Government, 2009
- Implementing Korea-Bulgaria Strategic partnership agenda for the 20th anniversary of establishing diplomatic relations, 2010
- Launch of 2010 first Korea-Bulgaria Policy Forum, Sofia University
- Establishing of the Korea-Bulgaria IT Cooperation, Center at Sofia University St. Kliment Ohridski, 2010
- Subscription of the Agreement on the mutual recognition of driving licenses between Korea and Bulgaria, 2011
- Launch of “Incubation Academic Project”, carried out by the St Kliment Ohridski University of Sofia and Sung Kyun Kwan University of Korea, 2011
- Initiative and hosting of the 2012 Korea-Bulgaria Policy Forum at Sofia University, 2012
- Initiative and carrying out of the first ever Korea – Bulgaria Science & Technology Forum bringing together Bulgarian Academy of Science and Korean Institute for Science & Technology for joint research projects, 2012

## Conferencias y Cátedras en Universidades
- Las Relaciones entre Corea y México en el Siglo XXI (22 de junio de 2001, Universidad Autónoma de Ecatepec, México)
- Intercambio comercial y de inversión entre México y Corea del Sur (10 de diciembre de 2002, Universidad Autónoma Chapingo, México)
- Korea: France’s strategic partner in Asia (March 2004, Ecole des Mines, Paris)
- Diplomatic Competency Assessment & Performance Management (June 12, 2007, Institute of Foreign Service, Ministry of Foreign Affairs of Thailand)
- Shortcut to Strengthen Diplomatic Competitiveness: Diplomatic Competency Assessment (July 30, 2007, Conference on Innovative Brands, Korea)
- Analysis on the Korea’s FTA strategy toward Asia (November 27, 2007, Sungkyunkwan University, Korea)
- Corporate-Government Cooperation in Korea (July 21, 2008, ENA, Indonesia)
- Economic integration in East Asia (November 11, 2008, East Asia in the 21st Century program of East Asia Academy, Sung Kyun Kwan University, Korea)
- Korea’s FTA policy toward Asia (November 2008, program for ASEAN government officials, COTI (Central Officials Training Institute, Korea)
- Government Policy Review of the Republic of Korea; economic development (October 11, 2010, Department of Public administration of St. Kliment Ohridski University of Sofia, Bulgaria)
- Nuclear power of Korea (June 2011, International Conference on Bulgarian Nuclear Energy by BULATOM, Varna, Bulgaria)
- “Korea as Crossroads of Asia”, (National Scientific Conference of the Korean Studies Department of the University of Sofia, 2012)
- "Korean Nuclear Energy Roadmap", (speaker at BULATOM Annual International Nuclear Conference, Varna, 2012)
- “Korea and Bulgaria on the Road to Comprehensive Partnership”, (lecture in Veliko Tarnovo Universtiy, 2012)
- “La Política de Comercio Exterior de Corea y el Impulso para el Libre Comercio entre Corea y México”, (Ponencia durante el Segundo Taller Internacional de Estudios sobre Corea de El Colegio de México, 2017)